# 石川晃治
石川晃治（いしかわ こうじ、Koji Ishikawa）は現代美術家。
版画技法を作品制作に用い、独特の円錐形モチーフを構成したプリミティブ的エナジーを放つ作品を制作する。

## 来歴
1990年の夏に東北地方を旅する。立ち寄った青森の棟方志功記念館で棟方志功の大作に刺激を受け、大胆な構成とスピード感溢れるチカラ強さが追い求めていた自己の絵画作品要素として気づき、制作に取り入れて行くことになる。技巧的な表現よりも作品そのものが放つ表現力の強さに重視する様になる。絵画の構成にも着目し、古典絵画に用いられていた黄金分割も研究し、平面作品の表現力を追求する。　1991年現代美術家の元永定正が審査員を務める第6回吉原治良賞コンクール展にて大賞受賞。（当時、最年少での受賞）作品名「つきすすむかたち」。
1994年、アメリカ、アーリントン・テキサス大学から招待出展を受ける。1997年、ポーランドのクラクフ国際版画トリエンナーレ展。2003年、第22回損保ジャパン美術財団選抜奨励展に選抜出展。その他、東京、大阪、兵庫、福岡、アメリカで個展、企画展などに出品。2000年10月9日（毎週月）日本テレビ夜10時～「明日を抱きしめて」（主演：松本幸四郎 (9代目)、高島礼子）では、劇中に使われる主人公自宅の美術作品に起用される。
2004年、アメリカに拠点を移す。
2005年には、アメリカにおいて展覧会を開催。2013年、アメリカ、ニュージャージー州のVAM Art Galleryにてグループ展に出展。
2016年、もの派の重鎮、関根伸夫と知己を得る。以後、現代美術の話題やアメリカのアート市場などについて語り合い交流を深める。
ニューヨーク、ボストン、シカゴ、ロンドンやベルリンなどのアートギャラリーや美術館などつぶさに巡り、現代美術の動向にも常に関心を持つ。

## 個展
- 1991 番画廊（大阪）
- 1992 番画廊 信濃橋画廊（大阪）
- 1993 ABCギャラリー（大阪）
- 1994 ギャラリー源（福岡）
- 1995 ギャラリー源（福岡）
- 1997 ギャラリー源（福岡）
- 2000 ギャラリー源（福岡）
- 2001 ギャラリー山口（東京）
- 2002 ギャラリー山口（東京）
- 2003 アトリエ西宮（兵庫）

## 企画展
- 1991 吉原治良賞の6人展（大阪）
- 1993 Tokyoまちだ国際版画展（町田）
- 1994 Into Print（京都）
- 1997 クラクフ国際版画トリエンナーレ（ポーランド）
- 1998 絵画の方向'98（大阪）
- 1999 Triennale of 100 Cities（ブラジル）
- 2003 第22回損保ジャパン美術財団選抜奨励展（東京）
- 2004 『版画のちから』（京都）
- 2005 Beginning（アメリカ）
- 2005『西日本の新世代の版画家』（岡山）
- 2013 Continuum-2013, VAM Art Gallery（アメリカ）

## 作品
- つきすすむかたち（第6回吉原治良賞大賞受賞作品・1991年）

## パブリックコレクション
- 大阪府立現代美術センター
- アーリントン・テキサス大学